# 6-O-Méthylguanine-ADN méthyltransférase
La 6-O-méthylguanine-ADN méthyltransférase ou méthylguanine méthyltransférase (MGMT) est une enzyme de réparation de l'ADN. Elle est impliquée dans l'élimination d'une des lésions des bases nucléotidiques, la 6-O-méthylguanine, qui est le produit de l'action d'agents alkylants sur la guanine. 
La MGMT est une méthyltransférase qui catalyse la réaction :
6-O-méthylguanine dans l'ADN + L-cysteine–protéine  {\displaystyle \rightleftharpoons }  ADN réparé + S-méthyl-L-cystéine–protéine.
 {\displaystyle \mathrm {\ {\xrightarrow {MGMT}}} }
Cette enzyme est responsable de l'une des rares voies de réparation directe de l'ADN, c'est-à-dire une réversion spécifique de la lésion initiale par une enzyme spécialisée (l'autre principal exemple étant les CPD-photolyases qui réparent les dimères de thymine). La plupart des autres lésions de l'ADN sont réparées par des mécanismes de réparation génériques qui impliquent l'excision et la resynthèse du segment d'ADN endommagé. Ceci peut s'expliquer par le caractère extrêmement mutagène de la 6-O-méthylguanine qui a en effet tendance à s'apparier spontanément avec la thymine plutôt qu'avec la cytosine, ce qui provoque des erreurs à haute fréquence lors de la réplication de l'ADN. 
La MGMT est présente dans le noyau de toutes les cellules vivantes ; l'inactivation du gène MGMT conduit à l'apparition de tumeurs,. 
La MGMT est modifiée au cours de la réaction : elle reçoit directement un groupe méthyle qui vient méthyler un résidu de cystéine de l'enzyme elle-même. La réaction catalysée aboutit à l'inactivation irréversible de la protéine. Ce n'est donc pas stricto sensu une enzyme, puisqu'elle ne peut effectuer qu'un seul cycle (enzyme suicide).